# Live in Seoul
Avril Lavigne Live in Seoul es el único DVD de Avril Lavigne producido y lanzado en Brasil con escenas íntegras de Bonez Tour, bajo la licencia de la discográfica Sony BMG para el sello independiente Coqueiro Verde Records, y para el resto del mundo con el título "Live at the Olympic Hall Seoul" y distribuido por RCA. Fue grabado en el estadio Olympic Hall de Seúl (Corea del Sur), el 11 de agosto de 2004, durante la primera mitad de la gira. Sin embargo, su lanzamiento oficial tuvo lugar cinco años después de ser filmado, en octubre de 2009. Dentro de su repertorio se encuentran varios temas como "Sk8er Boi", "Losing Grip", "Don't tell me", entre otros más de sus dos primeros álbumes de estudio: Let Go y Under My Skin. Así como el cover de la canción Knocking on Heaven's Door de Bob Dylan. La imagen y sonido son de alta definición.

## Lista de canciones
| N.º | Título                      | Escritor(es)                          | Duración |  |
| 1.  | «Sk8er Boi»                 | Avril Lavigne, The Matrix             | 3:40     |  |
| 2.  | «He Wasn't»                 | Avril Lavigne, Chantal Kreviazuk      | 3:00     |  |
| 3.  | «My Happy Ending»           | Avril Lavigne, Butch Walker           | 4:10     |  |
| 4.  | «Losing Grip»               | Avril Lavigne, Clif Magness           | 4:00     |  |
| 5.  | «Take Me Away»              | Avril Lavigne, Evan Taubenfeld        | 3:00     |  |
| 6.  | «Freak Out»                 | Avril Lavigne, Brann, Evan Taubenfeld | 3:20     |  |
| 7.  | «Nobody’s Fool»             | Avril Lavigne, P. Zizzo               | 3:60     |  |
| 8.  | «I'm With You»              | Avril Lavigne, The Matrix             | 3:50     |  |
| 9.  | «Forgotten»                 | Avril Lavigne, Kreviazuk              | 3:13     |  |
| 10. | «Fall to Pieces»            | Avril Lavigne, Maida                  | 3:35     |  |
| 11. | «Unwanted»                  | Avril Lavigne, Clif Magness           | 3:00     |  |
| 12. | «Nobody's Home»             | Avril Lavigne, Ben Moody              | 3:32     |  |
| 13. | «Don't Tell Me»             | Avril Lavigne, Evan Taubenfeld        | 3:30     |  |
| 14. | «Complicated»               | Avril Lavigne, The Matrix             | 4:10     |  |
| 15. | «Knockin' on Heaven's Door» | Bob Dylan                             |          |  |